# Албасты
Албасты́  (от тюрк. albarstï) — злые женские духи  в мифологии тюркских и некоторых соседних с ними народов. Обычно представляется в виде уродливой обнажённой женщины с длинными распущенными жёлтыми волосами и обвислыми грудями. Иногда образ албасты дополнял третий глаз и длинные когти.Так же может принимать облик знакомых и родственников. Является во снах и душит сдавливая грудь. А также упоминается в Коране как джинны которые портят сны и не дают спать.

## Албасты в мифологиях различных народов
Образ албасты восходит к глубокой древности и встречается в мифологиях многих народов:
- аварцев (авар. албастIи)
- азербайджанцев (азерб. albasdı, хал, халанасы́),
- алтайцев,
- армян (арм. Ալք — алы, алк),
- башкир (баш. албаҫты — албасты),
- белуджей (алг, мерак),
- вайнахов (чеченцев и ингушей) (алмазы),
- грузин (али),
- казахов (каз. албасты),
- каракалпаков,
- карачаевцев и балкарцев (алмасты́),
- киргизов (албарсты́),
- крымских татар,
- кумыков (албаслы́),
- курдов (hал анасы, алк),
- монгольских народов (алмас),
- лезгин (ал паб),
- ногайцев (албаслы́),
- сибирских татар,
- персов (ал),
- русских (албаста, лобаста, лобоста, лопаста),
- рутульцев (албасти)[1][2],
- таджиков (албасти),
- талышей (ала жен),
- татов (ол),
- татар (тат. албасты),
- тувинцев (албыс),
- турок (тур. albastı),
- туркмен (ал, албассы́),
- удин (hал),
- удмуртов,
- узбеков (албасты́, алвасти́),
- уйгуров (албасты́, алвасти́),
- чувашей (чув. алпастă),
- ягнобцев (албасты, олбасты),
- якутов (якут. абааһы — абасы, абаасы).

### Русская мифология
Слово было заимствовано русскими, живущими рядом с тюркскими народами, как алба́ста, лоба́ста, лобо́ста, лопа́ста и отождествлялось с болотницей, водянихой, лешачихой, русалкой, чертовкой. Сюжеты об албасте у русских не развиты, чаще она просто появляется и исчезает у воды.
В Астраханской, Вятской и Пермской губерниях албасту описывали как страшную, нагую, мохнатую женщину, с огромными грудями, сидящую у воды и расчёсывающую волосы:177. В Терской области описывали так: «нагая женщина большого роста, весьма полная и обрюзгшая до безобразия и отвращения, с громадными, приблизительно в аршин, отвислыми грудями, закинутыми иногда через плечи на спину, и с косами, достигающими до земли. <…> Она живёт в больших болотах, озёрах и омутах. Своим видом она наводит страх на людей и, кроме того, захватывает людей, проходящих мимо её жилища, затаскивает в болото и щекочет сосками своих грудей, щекочет иногда до смерти»:177. В Саратовской и Астраханской губерниях представляли лобосту великаншей с косматой головой, оскаленными клыками, длинными руками и скрюченными пальцами, тело её — серая студенистая масса; она появляется из тучи во время бури, встретить её опасно, от неё не помогает «чурание». В Саратовской губернии также полагали, что лобаста может превратиться в знакомого человека и завести в непроходимые места.
Д. К. Зеленин отождествлял русскую албасту с русалкой:217-219, Е. Е. Левкиевская и Л. Н. Виноградова возражали, что оснований для этого недостаточно и признавали лобасту самостоятельным персонажем:336. По мнению Д. К. Зеленина и М. Н. Власовой, русские, вероятно, заимствовали только название, используя его как эвфемизм в связи с запретом произносить настоящие имена духов, а общие черты, такие как огромные груди, подчас закинутые за плечи, длинные руки и высокий рост они считали международными.
В Вятской губернии алба́стый, лоба́стый, лопа́стый называли лешего. В некоторых районах Урала слово лопастики распространилось на всю нечистую силу, чертей.

### Тувинская мифология
Албыс в алтайской и тувинской мифологии — аналог ведьмы. Албысы могут менять пол — при встрече с мужчиной принимать облик женщины, при встрече с женщиной — облик мужчины. Более того, они могут принимать образ конкретного человека — например, жены охотника, являясь к охотнику. В естественном облике у них большие длинные груди, которые они могут перебросить через плечо, рыжие волосы и рассечённая верхняя губа. Иногда изображаются с медными ногтями и носом. Албыс может принести охотнику удачу. Готовит охотнику еду: мясо, срезанное с её рёбер, и молоко, сцеженное из груди. Албыс может также проникнуть в человека, отчего его поражает тяжёлая болезнь. Если застрелить албыс, она становится куском жёлтого войлока.

### Башкирская мифология
Албасты предстает в образе женщины с растрепанными длинными взлохмаченными светлыми волосами и обвислыми до самих колен грудями, реже — мужчины с длинной бородой. Албасты также может принять облик животных или отдельных неодушевленных предметов.
По верованиям башкир, албасты — скитающаяся душа человека, умершего в результате несчастного случая и мученической смертью, или похороненного без соблюдения погребальных обрядов. Например, он может быть заблудшей душой или душой утопленника.
Обычными атрибутами албасты являются магическая книга, гребень, монета. Согласно поверью, завладев его гребнем, человек может заставить албасты служить ему.
По предположению д. ф. н. Ф. Г. Хисамитдиновой, слово «албасты» восходит к аlур basty — буквально «великан придавил».
В древности, албасты являлась доброй богиней плодородия и покровительницей домашнего очага. Но затем добрая богиня потеряла своих почитателей и была низведена до роли одного из злых низших духов. При смене веры и с изменением мифологических воззрений башкирского народа произошла её трансформация в одного из злых духов.